# عبد الرحمن بن أبي سبرة
عبد الرحمن بن أبي سبرة ( 10 ق هـ - 75 هـ)، صحابي من الفرسان، وفد مع أبيه أبو سبرة على النبي وكان إسمه عزيز، فغير النبي إسمه إلى عبد الرحمن. شهد فتوحات العراق في زمن الخليفة عمر بن الخطاب، وخلال زمن الدولة الأموية شارك في معركة كربلاء حيث كان قائداً على ربع قبيلتي مذحج وأسد في جيش عمر بن سعد بن أبي وقاص الذي قاتل الحسين بن علي. ولاه فيما بعد الحجاج بن يوسف الثقفي مدينة أصفهان سنة 75 هـ.